# Museu Juan Barjola
El Museu Juan Barjola és un museu situat en la localitat asturiana de Gijón dedicat gairebé exclusivament a l'obra de Juan Barjola.
El museu va ser inaugurat el 16 de desembre de 1988 després de la donació per part del pintor de 104 obres corresponents als anys que van des del 1950 a 1988. És gestionat per la conselleria de cultura del Principat d'Astúries.

## Edifici
El museu té la seu en el Conjunt de la Trinitat, un edifici històric de quatre plantes.

## Exposició
L'exposició ocupa tres de les quatre plantes de l'edifici. La planta baixa està destinada a exposicions temporals. El recorregut es comença des de la tercera planta on estan situats els seus primers treballs, pertanyents a la dècada dels cinquanta. És contínua per la segona planta amb obres de la dècada dels setanta per a finalitzar en la primera planta amb quadres de la dècada dels vuitanta.